# 炮舰外交

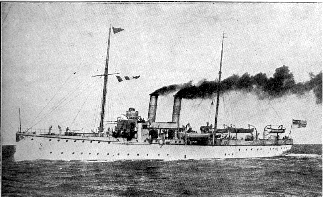
执行过众多炮舰外交任务的豹號砲艦。

炮舰外交（英語：Gunboat diplomacy），国际政治用语，指强权通过展示自身武力，迫使他国接受其要求的外交政策。

## 词源
炮舰外交一词源于帝国主义时期，当时，欧洲强权通过展示自身武力，威胁其他国家与其贸易或是签署条约（不平等条约）。在谈判期间，欧洲强权会派遣军舰到弱国附近海域。大部分弱国都会因此而屈服，但有时还需要这些军舰作出其他行为，展示自身武力，如开火。
在炮舰外交的实践例子中，最著名，又最具争议性的事件是发生在1850年的唐·帕西菲科事件。事件的起因是一名英籍犹太商人遭到反犹暴徒（包括政府官员之子）袭击，希腊警方却无动于衷，并未采取行动。英国时任外交大臣巴麥尊勋爵决定派遣皇家海军舰队封锁希腊主要口岸比雷埃夫斯，以迫使希腊政府赔偿帕西菲科的损失。在经历两个月的封锁之后，希腊政府最终屈服，分别向帕西菲科赔偿120,000德拉克马与500英镑。
执行炮舰外交的效用，极大地取决于一国投射武力的能力，那些拥有强大海军、在世界各地建立了军事基地的国家，如英国，就能独占头筹。炮舰外交是军事征服之外最常用的行为，欧洲强权藉此建立贸易伙伴，建立据点，扩展帝国。
缺乏资源与技术优势的欧洲强权与其他国家和平建立的关系极不稳定，最后唯有依靠帝国主义国家取得原材料及海外市场。
英国外交及海权思想家詹姆斯·盖布尔爵士在1971年-1994年间出版过一系列有关炮舰外交的本质的著作。他把炮舰外交定义为“运用有限的海军威胁某国，但不发动战争，以取得利益，或保障利益，促进国际冲突，对抗区内外国势力，取得治外法權。”他进一步将炮舰外交的例子分为四类：
- 第一类：运用炮舰外交建立或去除一个既成事实。
- 第二类：运用海军力量改变某国政府政策或体制。
- 第三类：旨在留下一个喘息时间，或是增加现时政策制定者的选择。
- 第四类：运用海军力量送出一个政治讯息。

炮舰外交受到了源自18世纪的、受胡果·格老秀斯De Jure Belli ac Pacis影响的意见反对。在这本著作中，他限制他称之为“temperamenta”的诉诸武力的权力。
炮舰外交与防御外交不同，后者是以发展双边主义、多边主义关系为目标，和平地运用资源。军事外交是防御外交的子集，侧重武官及其相关活动。防御外交不包括军事行动，但涵括了其他防御活动，包括国际人员交换，船只、飞机访问，高层会晤，训练及练习，保安区域改革等。

## 现况

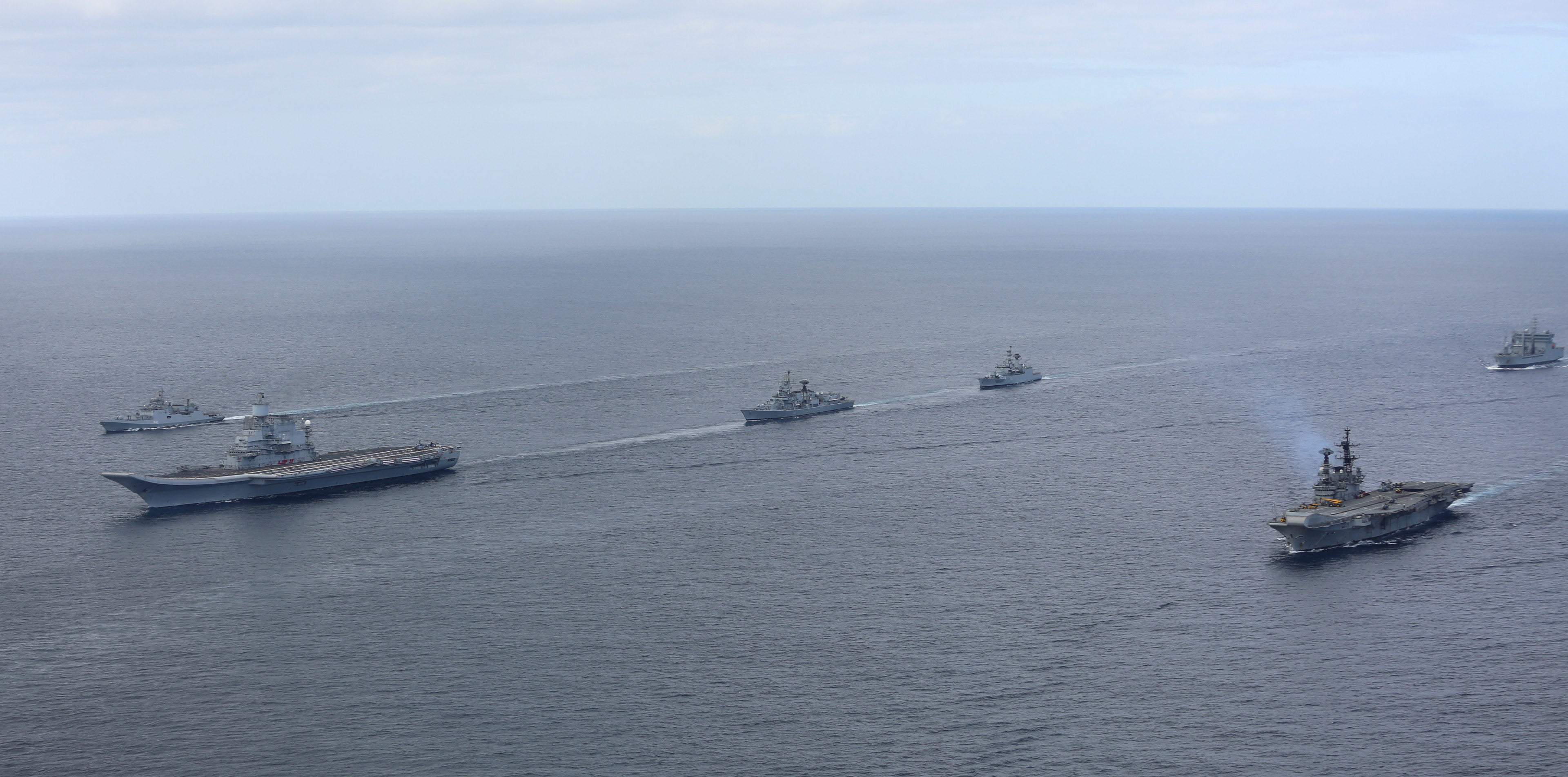
印度的航母編隊在阿拉伯海航行

炮舰外交被视为一种霸权。进入20世纪10年代后，西奥多·罗斯福的巨棒外交被威廉·霍華德·塔虎脫的金元外交所取代。巨棒被换成美国私人投资“多汁的胡萝卜”。然而，到了伍德罗·威尔逊时期，美国仍有运用炮舰外交。当中最著名的事件，要数墨西哥革命的占领韦拉克鲁斯。
到了后冷战时期，在美国炮舰外交政策中扮演重要角色的仍是海军，因为美国拥有比较强大的海军。美国海军主要舰队经常航往世界各地，影响他国政策。最近较大规模的事件是美国总统比尔·克林顿与英国首相联手，通过部署戰斧巡弋飛彈、E-3空中預警機施加军事压力。“炮舰外交”一词往往由更委婉的“力量投射”所代替。

## 事例
- 英桑战争
- 黑船來航
- 第二次英缅战争
- 第一次鸦片战争
- 大白舰队
- 第二次摩洛哥危機
- 第二次巴巴利战争
- 萬縣事件
- 紫石英号事件

## 比較
- 胡果·格老秀斯